# Centaurea iconiensis
Centaurea iconiensis là một loài thực vật có hoa trong họ Cúc. Loài này được Hub.-Mor. mô tả khoa học đầu tiên năm 1981.